# 이레네오
성 이레네오 또는 이레네우스(그리스어: Ειρηναίος Λουγδούνου 에이레나이오스[*], 추정 생존연대 130년 ~ 202년)는 로마 제국의 영토였던 갈리아 지방 루그두눔(오늘날의 프랑스 리옹)의 주교이자 초대교회 신학사상을 구축한 교부이다. 현재 그리스도교계에서 유명한 신학자로 알려졌으며, 로마 가톨릭교회, 동방 정교회, 성공회에서 성인으로 공경하는 인물이다. 기독교의 교부이자 변증가로서 초기 그리스도교 신학을 발전시키는 데 지대한 공헌을 하였다. 또한, 사도 요한의 제자였던 폴리카르포스의 문하생이기도 하였다. 에이레나이오스의 대표적인 저서인 《이단 논박》은 영지주의 계통의 이단에 대항하여 정통 교리를 수호하는 내용을 담고 있다. ‘보편교회의 수호자’라고 불리는 호교교부로서, 2세기에 활약한 신학자 가운데 가장 뛰어난 인물이었다. 로마 가톨릭 교회에서는 6월 28일을 그의 축일로 지내고 있으며, 동방정교회에서는 8월 23일을 축일로 지낸다.

## 출생
소아시아의 스미르나(Smyrna: 오늘날 터키의 이즈미르)에서 태어났으며 어린 시절을 그곳에서 보냈다. 따라서 그의 기본 언어는 흔히 헬라어로 불리는 코이네 그리스어였으며 훗날 자신의 책들도 코이네 그리스어로 썼다.

## 유년기
그는 자신의 책 Adversus haereses(이단논박)에서 어린시절 폴리카르포스 주교에게서 많은 영향을 받았다는 사실을 고백한다. 그는 본인이 글쓰기에 있어서 전문적으로 교육받지 않은 사람이라고 이야기하지만 그의 작품 안에서 볼 수 있는 수사학적 기교들을 통해 우리는 그가 progymnasmata (고대 학교의 수사학 수업) 이상의 교육을 받았음을 알 수 있다. 

## 작품
영지주의를 반박한 《이단논박》 등의 저작들은 초대교회 신학발전에 큰 영향을 주었으며, 보편교회 시기에도 신학자로 추앙 되었다. 교회 대분열 이후에도 동방교회와 서방교회의 중요한 신학자인 교부로 칭송하였다. 현재는 개신교회에서는 교부와 주요 신학자로, 로마 가톨릭교회과 정교회에서 교부와 성인으로 추앙하고 있다. 그는 순교자 폴리카르포스 주교의 제자였다. 그는 리옹의 주교가 된 후 저술한 책에서 성 폴리카르포에 관하여 다음과 같이 적었다. "나는 소년시절 소아시아에 있으면서 성 폴리카르포 선생님의 슬하에서 배운 일이 있다. 나는 지금도 선생님께서 앉아계시던 곳, 그 가르치는 모습이나 가르치는 말씀, 그 걸어 다니던 모습이나 용모 등을 뚜렷이 기억한다. 그리고 선생님께서 성 요한과 기타 주님을 친이 뵌 이들과 교제하던 말씀이나 주님에 대해서 즉 주님의 성덕, 그의 가르치심에 대해 그러한 사람들한테 전해들은 이야기 등은 아직 나의 귀에 여전히 남아있다."